# رضوان خان
رضوان خان، المعروف بـريز خان (بالإنجليزية: Riz Khan)، ولد في أبريل 1962 في عدن اليمن الجنوبي. مذيع تلفزيوني بريطاني. عمل في عدة محطات معروفة كـ البي.بي.سي والسي إن إن، ثم انضم لقناة الجزيرة الإنكليزية في عام 2006، ويقدم برنامجه الخاص.
ألَّف كتابًا عن الأمير ورجل الأعمال السعودي الوليد بن طلال.